# 門逵
門逵（1573年12月10日—17世紀），字仲軌，號鴻陽，四川成都府內江縣人，明朝政治人物。

## 生平
門逵年輕時勤奮好古，文章簡練蒼勁，在萬曆二十二年（1594年）中甲午科四川鄉試第五十九名舉人，到二十九年（1601年）成進士，大理寺觀政，本年授镇江府儒學教授，三十二年升國子監助教，三十四年升刑部主事，三十七年升员外郎，三十八年升郎中，升大理府知府，四十一年升任雲南副使，四十三年八月升本省右參政，四十七年考察去職。天啓元年（1621年）三月起補貴州思仁道參政，任內做事慷慨得器重，督學雲南時又扶持當地文風，天啓二年因考績不及致仕，不再參與朝政。他喜歡帶朋友遊覽名剎，寫下不少作品，同時訓誡子孫忠孝為重，在當時清望昭著。

## 家族
曾祖門世仰。祖父門縉，巢縣知縣。父門之祐，母余氏，繼母王氏。慈侍下。兄逈，弟遙、喬、述、适。娶龐氏。

## 引用
1. ↑  《萬曆二十九年辛丑科進士登科錄》：門逵 貫四川成都府內江縣民籍，縣學生，治《春秋》，字仲軌，行二，年二十九，十一月二十七日生。曾祖世仰，祖縉 知縣，父之祐，母余氏，繼母王氏，慈侍下，兄逈，弟遙、喬、述、适，娶龐氏。四川鄉試第五十九名，會試第二十五名。
2. 1 2  同治《內江縣志·卷七·人文下》：門逵 字鴻揚，萬歷辛丑進士，歷官至按察廉使。少勤敏嗜古，為文簡練蒼勁，有柳州風。在郎署數年，遇事慷慨氣節過人，極敦寅誼，朝議重之。及督學滇省，扶衰起靡，文風丕振。後以總憲乞致歸家，不事干謁，喜㩦友遊名山梵剎，吟風醉月盡山林園池之樂。著作甚富，訓其子孫以忠孝為先，才名清望人所難及。
3. ↑  同治《內江縣志·卷三·選舉》：（萬曆）甲午科（舉人……） 門逵 見科甲
4. ↑  《嘉靖二十九年辛丑科進士履歷》：門逵，鴻陽，春秋，甲戌十一月二十七日生。内江人，甲午五十九名，会二十五名，三甲八十七名。大理寺政，本年授镇江府授，甲辰升助教，丙午升刑部主事，乙酉升员外，庚戌升郎中，升大理知府，癸丑升本省付使，乙卯升參政，己未考察，辛酉補貴州參政，壬戌考察。曾祖三省。祖，南京巢县知县。父之祐，庠生。
5. ↑  《明神宗顯皇帝實錄·卷五百三十五》：（萬曆四十三年八月壬午）……陞雲南副使門逵為雲南右參政……
6. ↑  《明熹宗悊皇帝實錄·卷八》：（天啟元年三月乙丑）……補原任雲南布政使司右參政門逵於貴州分守思仁道……
7. ↑  《明熹宗悊皇帝實錄·卷十八》：（天啟二年正月辛亥）……吏部會都察院考察天下諸司官員：吳愈盛、萬年、趙性粹、徐久德、韓原善、譚煒及山西參政王建屏、貴州副使趙乾清、山東副使張銓、徐應元、湖廣副使張綸音、山東僉事韓原善俱不謹；張雲翼及兩淮鹽法道按察使袁世振、四川副使徐逢聘俱貪；朱化孚、周泰峙、武圖功、吳暉、孫毓英及江西按察使沈朝燁、貴州參政熊鳴岐、湖廣副使謝渭、黃景星、山西參議徐如翰、山東運使歐陽燦俱浮躁；李萬化、洪纖若、孫大壯及山西右布政使金應鳳、福建按察使朱綵、陝西按察使張崇禮、浙江參政王世德、山西參政梁應澤、貴州參政門逵、四川副使繩愆、雲南副使楊紹中、廣西副使黃元勳、陝西參議張士俊俱不及；袁汝萃、梅國樓俱老疾。并府州縣雜職等員分別考察，奉旨褫職閑住致仕降調各有差。